# Torrent del Ginebre
El torrent del Ginebre és un curs d'aigua de Castellar del Vallès que neix als vessant meridionals de la serra de Pinós. Forma una vall entre el carener de Canyelles i el puig Capçut. Desemboca al riu Ripoll a l'est del poble de Castellar del Vallès.